# TGV

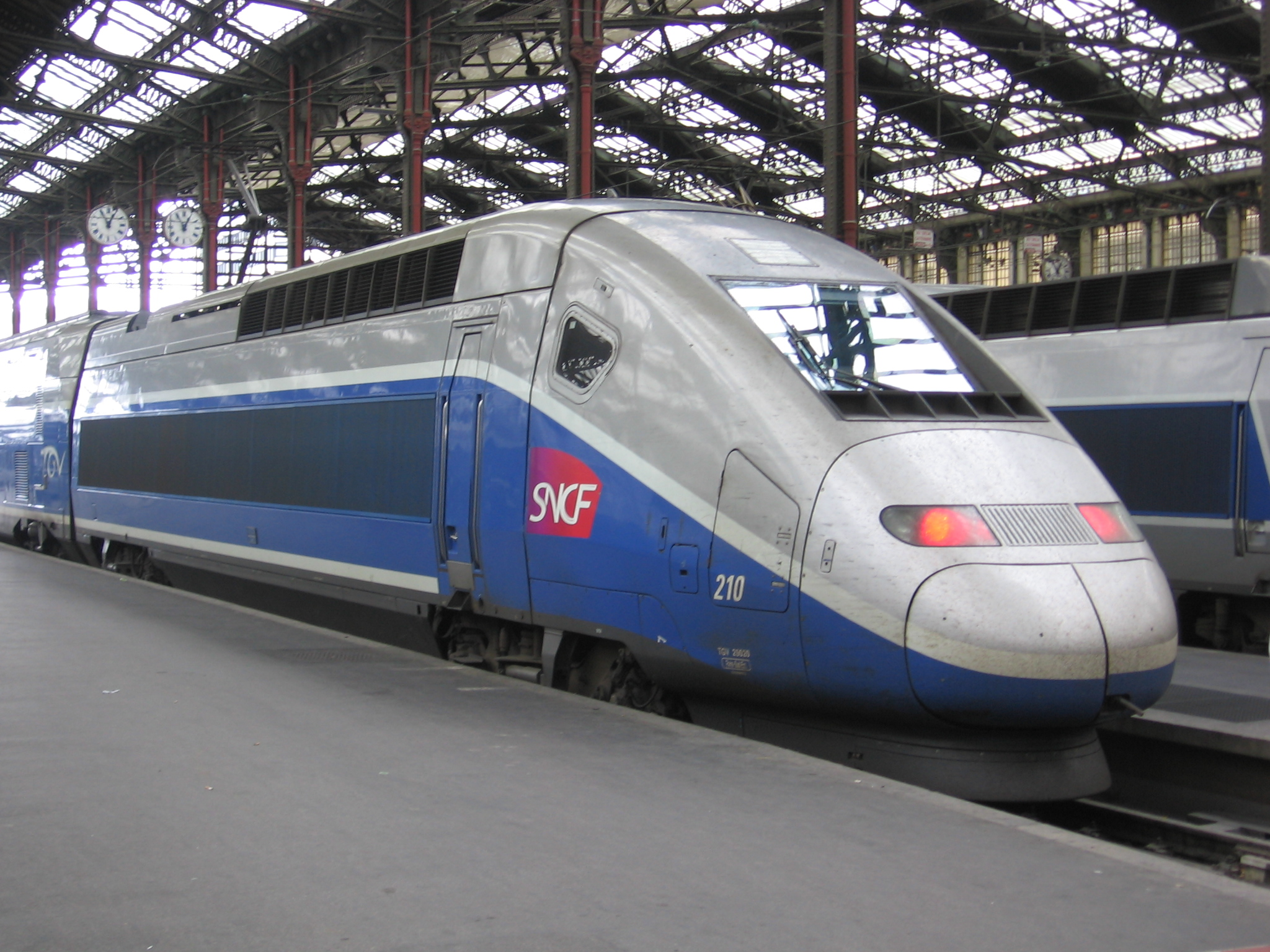
Поїзд TGV Duplex на Ліонському вокзалі.

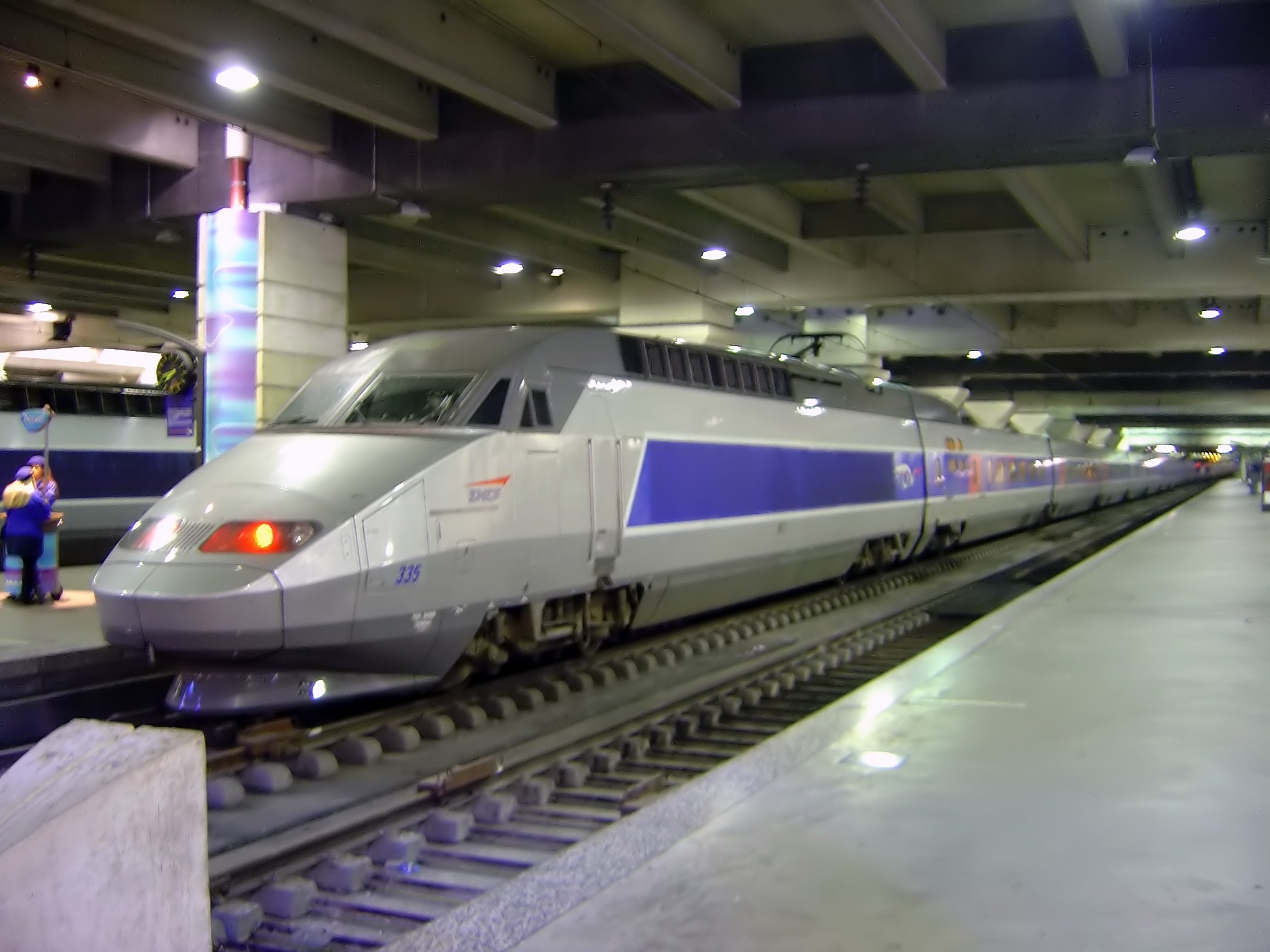
TGV-A вирушає з платформи вокзалу Монпарнас в Парижі

TGV (ТЖВ, Те-Же-Ве; від фр. Train à Grande Vitesse — «швидкісний поїзд») — французькі пасажирські потяги з електричним приводом. Рухомий склад рухається з максимальною швидкістю 320 км/год (такої швидкості досягають лише TGV Duplex, його модифікації та модернізовані версії TGV Réseau на деяких ділянках залізниці), але переважна більшість поїздів TGV курсує по маршруту на швидкості 270-300 км/год. Рекордна швидкість експериментального поїзда TGV V150 досягла позначки 574,8 км/год. TGV поїзди були розроблені та виготовляються компанією Alstom у співпраці з французькою державною залізницею SNCF.

## Коротка характеристика

Карта Європейських високошвидкісних ліній

Сьогодні мережа поїздів TGV охоплює міста на півдні, заході і північному сході Франції. Деякі сусідні країни, в тому числі Бельгія, Італія та Швейцарія, побудували свої лінії і підключили їх до французької мережі. У Німеччині та Нідерландах діє аналогічна і сумісна з TGV залізнична мережа ICE та Thalys, а у Великій Британії — Eurostar. Заплановано будівництво нових ліній у самій Франції та сусідніх країнах.
Потяги TGV здатні рухатися зі швидкостями до 320 км/год — це стало можливим завдяки будівництву спеціальних залізничних ліній без різких поворотів. Потяги оснащені потужними тяговими двигунами, зчленованими вагонами, полегшеними візками, а також пристроями автоматичної локомотивної сигналізації (АЛС), завдяки яким машиністові не потрібно виглядати сигнали світлофорів на великих швидкостях. Потяги TGV виробляє фірма Alstom, з використанням окремих вузлів фірми Bombardier. За винятком невеликої серії поїздів, що використовується для поштового сполучення між Парижем і Ліоном, TGV служать для пасажирських перевезень. Системи, аналогічні до TGV, діють в Південній Кореї (KTX), Іспанії (AVE) і Сполучених Штатах Америки (Acela).
Впровадження поїздів TGV значною мірою замінило авіасполучення між містами, включеними в цю мережу: подорож на поїзді TGV коштує дешевше (~60 євро за 400 км), займає менше часу, на залізниці менше формальностей при реєстрації та посадці, а вокзали розміщені, як правило, в центрі міст. Крім того, поїзди TGV є досить безпечним видом транспорту: за весь час експлуатації не було зареєстровано жодного випадку загибелі людей в результаті подій, що трапилися на швидкісних лініях (за винятком зіткнення з вантажівкою в 1988 році. Див. нижче).

## Історія
Вперше ідея створення поїзда TGV виникла в 1960-ті роки, як відповідь на будівництво в Японії швидкісної мережі Сінкансен (1959 рік). В той час французький уряд сприяв впровадженню нових технологій, велися дослідження для створення потягів на магнітній підвісці — маглевів і навіть поїздів на повітряній подушці Aérotrain. Одночасно з цим SNCF почало проєктування швидкісного поїзда, який можна було б використовувати на звичайних залізничних коліях.

### Розробка

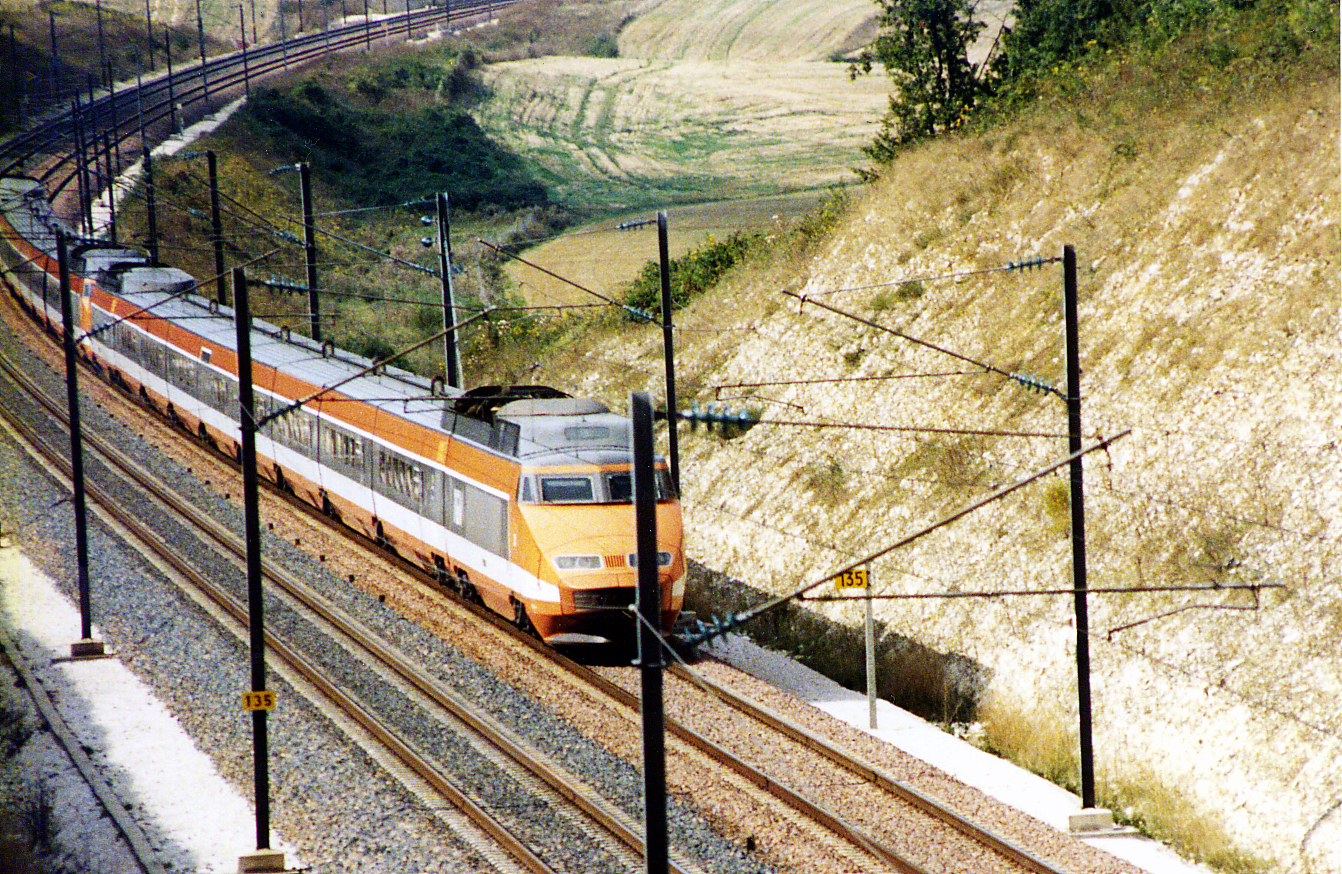
Поїзд TGV PSE на лінії Париж-Ліон в оригінальному помаранчевому розфарбуванні (1987 рік).

На початку планувалось, що TGV буде турбопоїздом (з газотурбінним двигуном), сама назва розшифровувалась як turbine grande vitesse (швидкісна турбіна). Газова турбіна була вибрана як двигун за відносно невеликий розмір, а також велику питому і вихідну потужність. Був побудований перший прототип TGV 001 з цим типом двигуна, проте різке збільшення цін на нафту під час енергетичної кризи 1973 року примусило відмовитись від газових турбін через підвищені, у порівнянні з дизелем, витратами пального. Паливного бака TGV 001 об'ємом 8 тис. літрів вистачало лише на 1100 км шляху. Було вирішено реалізувати проєкт на основі електропоїздів, що живляться від контактної мережі. Планувалось, що електроенергія буде вироблятись в достатній кількості на нових французьких атомних електростанціях.
Однак роботи по створенню прототипа TGV 001 не пройшли дарма: на його основі була випробувана гальмівна система, котра повинна була розсіювати великий об'єм кінетичної енергії, яка накопичувалась поїздом під час руху. Також цей прототип був випробовувальним полігоном для нової аеродинаміки та сигнальної системи. Поїзд був виготовлений зчленованим, тобто сусідні вагони мали спільний візок, який дозволяв вагонам рухатись вільно один від одного. Під час випробувань поїзд-прототип досяг швидкості 318 км/год, що досі є світовим рекордом для потягів без електричної тяги. Зовнішній і внутрішній вигляд прототипу були розроблені вихідцем з Великої Британії Джемом Купером. Створений ним дизайн, включаючи характерну форму носового обтічника, був використаний у всіх наступних поколіннях TGV.
Переведення TGV на електричну тягу вимагав істотних змін в компоновці поїзда. Створення повністю електричного прототипу під кодовою назвою Zébulon було закінчено в 1974 році. На ньому були обкатані нові тягові двигуни, пантографи, підвіска тягових двигунів і гальмівна система. Встановлення нових двигунів дозволило зменшити вагу головних вагонів на 3 тони. В ході випробувань прототип подолав майже мільйон кілометрів шляху.
В 1976 році Французький уряд виділив гроші на великомасштабну реалізацію проєкту TGV, і невдовзі почалось будівництво першої швидкісної лінії LGV Sud-Est (фр. ligne à grande vitesse — швидкісна лінія Південь-Схід).

### Історія експлуатації
Після того, як два дослідних склади ретельно випробували та модифікували, поїзд TGV запустили у виробництво, і перший серійний екземпляр передали залізниці 25 квітня 1980 року. Пасажирське сполучення TGV між Парижем та Ліоном було відкрито 27 вересня 1981 року. Припускалось, що поїздом стануть користуватись бізнесмени, які часто переміщуються між цими містами. Як транспортний засіб, TGV був значно швидшим за звичайні поїзди, автомобілі та навіть літаки. Поїзди скоро стали популярними не лише серед бізнесменів — суспільство вітало цей швидкий і практичний спосіб пересування між містами.
Будівництво швидкісних трас у Франції тривало: була відкрита лінія LGV Атлантика до Туру та Ле Ману (будівництво почалось в 1965, рух відкрито в 1989); LGV Північна Європа в сторону Кале і бельгійського кордону (будівництво почалось в 1989, рух відкрито в 1993); LGV Рона-Альпи стала продовженням LGV Південь-Схід, продовживши її до Валанса (будівництво почалось в 1990, рух відкритий в 1992); У 2001 році відкрився рух по LGV Середземномор'я до Марселя. У 2006 побудована лінія LGV Схід, яка пов'язала Париж і Страсбург. Швидкісні лінії, основані на технології TGV, були побудовані в Бельгії, Нідерландах і Великій Британії — всі вони поєднані з французькою мережею.

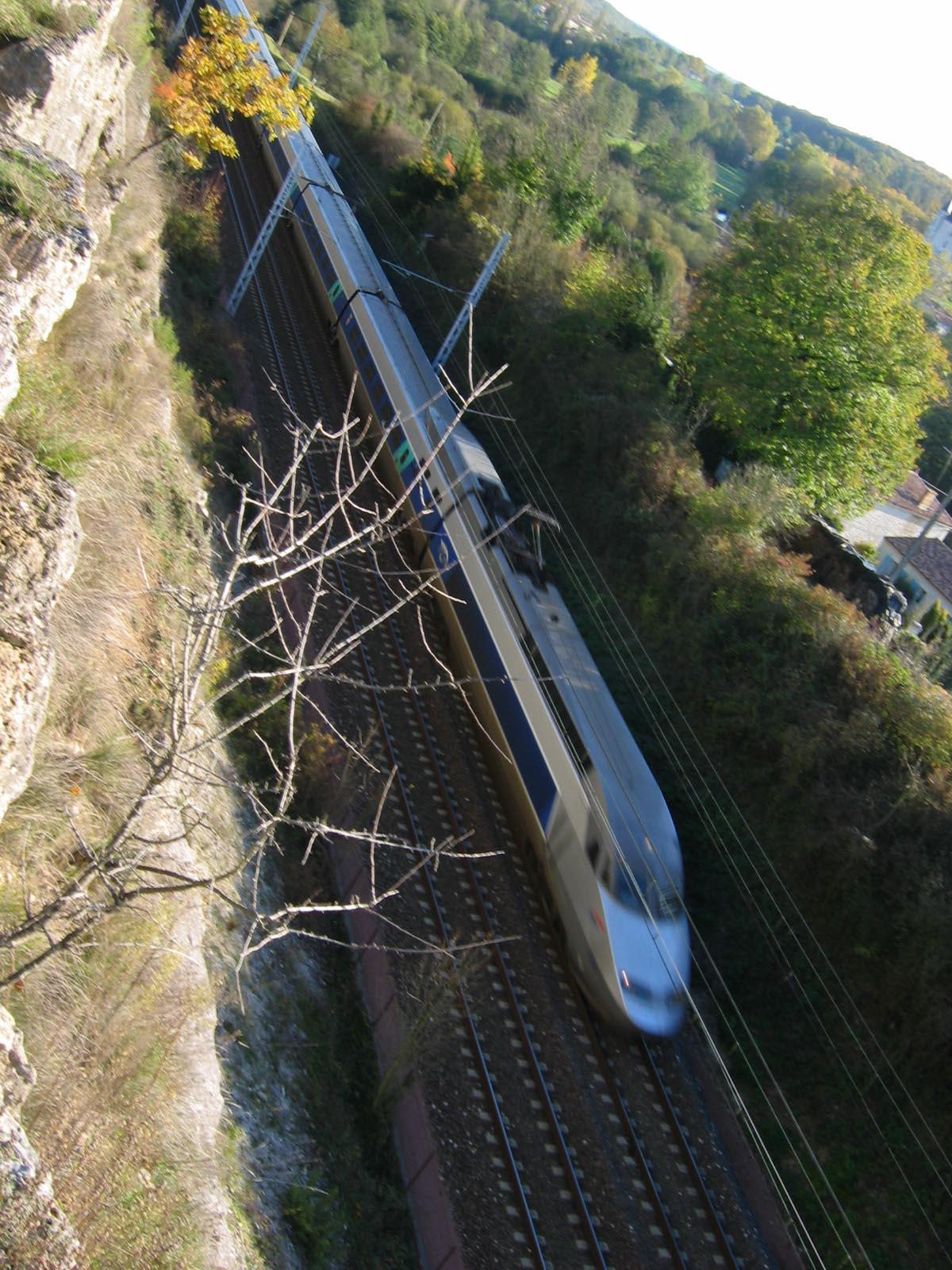
TGV Réseau на звичайній лінії неподалік Парижа.

Сполучення Eurostar відкрилось 1994 року, поєднавши континентальну Європу з Лондоном через Євротунель. Ця лінія частково використовує LGV Північна Європа у Франції. Перший етап будівництва швидкісної лінії у Великій Британії (CTRL) був завершений у 2003 році. Другий етап був закінчений 14 листопада 2007 року. Тепер найшвидші поїзди долають маршрут від Лондона до Парижа лише за 2 години 15 хвилин, а маршрут Лондон — Брюссель — за 1 годину 51 хвилину.

### Визначні події
TGV не є першим комерційним швидкісним поїздом: у Японії лінія Сінкансен вперше поєднала Токіо та Осаку 1 жовтня 1964, тобто за 17 років до першого рейса TGV. Проте TGV належить світовий рекорд швидкості для звичайних поїздів на електричній тязі: 3 вересня 2007 року під час випробувань скорочений склад типу TGV POS досяг швидкості 574,8 км/год на новій лінії LGV EST (між Парижем та Страсбургом, лінія оснащена колійним скріпленням PANDROL FASTCLIP). Випробування проводились у рамках наукової програми Alstom. Середня швидкість під час звичайної поїздки на TGV становить 263,3 км/год.
28 листопада 2003 року TGV перевіз свого мільярдного пасажира від початку експлуатації в 1981 році. Планувалося, що в 2010 році ця кількість подвоїться. Перше місце за кількістю перевезених пасажирів серед швидкісних ліній посідає Сінкансен (5 мільярдів пасажирів у 2000 році).

## Мережа ліній для TGV

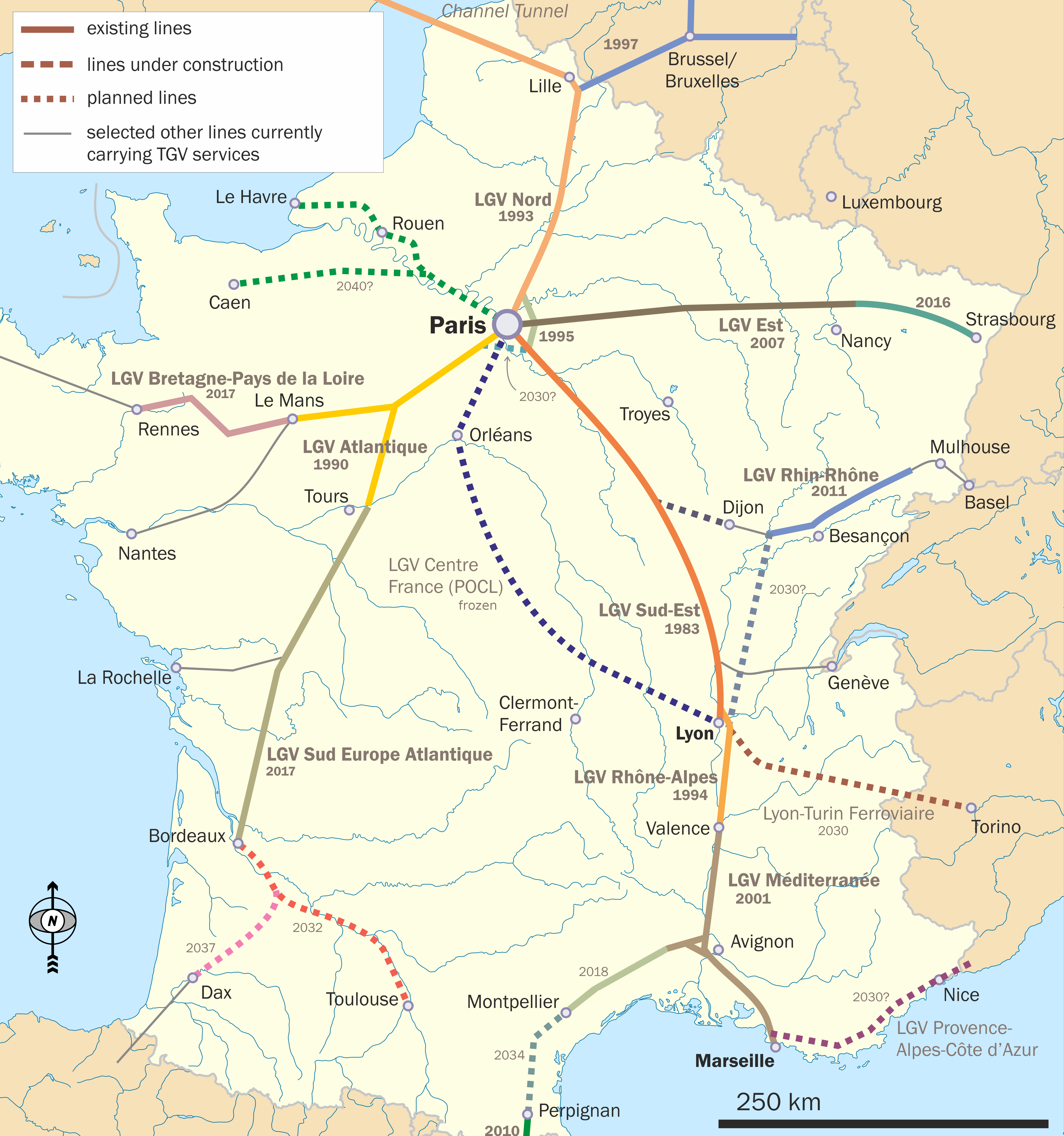
Карта ліній TGV. Показані існуючі та перспективні лінії

TGV використовує спеціально побудовані шляхи, так звані LGV (фр. ligne a grande vitesse — високошвидкісна лінія) — принциповий момент всієї системи, вони спеціально створені для руху на швидкостях понад 300 км/год.
Технічні характеристики ліній:
- Радіус поворотів на LGV становить понад 4000 м (6000 м на нових швидкісних лініях).
- Горизонтальний профіль шляхів LGV може бути набагато більшим, ніж у звичайних залізничних шляхів (дуже висока кінетична енергія, набрана поїздом, дозволяє йому заїжджати на великі схили без великих втрат його енергоспоживання, а також їхати вниз по ухилу по інерції). Ухил досягає 35 ‰ (перетин гірського масиву Морван фр. Morvan), на лінії Кельн—Франкфурт він доходить до 40 ‰.
- Міжосьові відстані шляхів збільшені (до 4,2—4,5 м), для запобігання негативного впливу аеродинамічних ефектів, що виникають при роз'їзді зустрічних поїздів.
- Тунелі, через які проходить LGV, повинні бути спеціально спроєктовані (особливо на в'їзді та виїзді) для мінімізації ефектів аеродинамічного тиску.
- Використовується спеціальна система дорожньої сигналізації, оскільки використання звичайної системи світлофорів не є можливим (машиністам важко бачити сигнали на високій швидкості).
- Шляхи огороджені, для запобігання зіткнень з тваринами тощо.
- Використовуються спеціальні звукопоглинаючі екрани, встановлені у місцях, де потяги проходять через населені пункти.

### Список існуючих ліній
- LGV Sud-Est: Париж — Ліон; з 1983; довжина 538 км;
- LGV Atlantique: Париж — Ле-Ман — Ренн; Париж — Тур; з 1990; довжина 282 км;
- LGV Rhône-Alpes: Монтане — Валанс; з 1994; довжина 115 км;
- LGV Méditerranée: Валанс — Нім, Марсель; з 2001; довжина 251 км;
- LGV Nord-Europe: Париж — Лілль — Кале; з 1993; довжина 333 км;
- LGV Belgium / HSL 1: Лілль — Брюссель; з1997; довжина 84 км;
- LGV Est: Париж — Бодрекур — Страсбур; з 2007; довжина 301 км;
- LGV Rhin-Rhône: Мюлуз — Діжон (східна гліка), Діжон — Ліон (південна гілка)ж з 2012;
- High-Speed 1: Фолкстон — Лондон; з 2007; довжина 109 км;

Потяги курсують не тільки по даних коліях, а й по менш швидкісних (~200 км/год).
Окрім Франції TGV їздять до сусідніх країн: Німеччини, Швейцарії, Бельгії, Англії. В Німенччині вони здатні їздити по лініях призначених для ICE.

### Список ліній, що проєктуються та будуються
- Барселона-Перпіньян-Монпелье Поєднає французьку мережу TGV з іспанською AVE;
- «Lyon Turin Ferroviaire» (Ліон-Шамбері-Турин). Поєднає TGV з італійською мережею TAV;
- Продовження LGV Sud-Est до Бордо і LGV Atlantique до Ренна та Бретані;
- Бордо-Тулуза-Нарбонн;
- Бордо-кордон з Іспанією-Віторія-Ірун;
- Пуатьє-Лімож;
- LGV Picardie (Париж-Ам'єн-Кале).

Амстердам та Кельн вже обслуговуються поїздами TGV Thalys звичайними шляхами, нині[коли?] лінії модернізуються для швидкісного руху. Лондон обслуговує TGV Eurostar через Євротунель та звичайні лінії. 14 листопада 2007 року було добудовано швидкісну лінію від Лондона до Євротунелю (перший етап був закінчений в 2003 році).

## Технічні характеристики рухомого складу

Карта ліній TGV. Синім та червоним показано високошвидкісні лінії

### Електронна система управління
TGV розвивають дуже велику швидкість, тому машиністи можуть не помітити сигнал світлофора. Для сигналізації в поїзді використовується система TVM. Інформаційний сигнал йде по рейках на приладову дошку. У випадку недостатньо швидкої реакції машиніста поїзд загальмує автоматично.

### Головний трансформатор
Перетворює змінну напругу 25 000 вольтів, що подається на контактний провід, у 1500 вольтів. Є наймасивнішим конструктивним елементом, вагою близько 8 тонн.

### Випрямляч
Перетворює змінний струм, що видається трансформатором, в постійний, придатний для живлення двигунів.

### Допоміжний перетворювач
Освітлення вагонів поїзда живиться напругою 72 вольти, інші системи споживають 380 вольтів.

### Фреонова система охолодження
Для відведення значної кількості тепла від електросистем поїзда використовується система охолодження, побудована за принципом типових промислових холодильників.

### Гальмівний реостат
Являє собою гігантську спіраль, яка охолоджується потоком зустрічного повітря. До неї під'єднуються двигуни, що працюють при гальмуванні в режимі генератора.

### Пантограф
Пантограф (або струмоприймачі) має спеціальну конструкцію. Спеціальні особливості дозволяють уникнути формування «стоячої хвилі» — коливань дрота, які розривають його при швидкому русі пантографа по дроту.

### Ударопоглинаючий блок
Являє собою стільникову конструкцію з алюмінію в носі кабіни машиніста. Системи пасивної безпеки з'явилися на цих потягах після аварії 28 вересня 1988, коли поїзд, що курсував через р. Вуарон, зіткнувся на переїзді з вантажівкою, що перевозила трансформатор вагою 100 тонн. Машиністи встигли загальмувати до 110 км / год, але великий гальмівний шлях при цій швидкості не дозволив уникнути зіткнення. Пізніше потяги були доопрацьовані, і цей випадок виявився єдиною подією, що спричинила людські жертви на поїздах TGV (не рахуючи теракту 31 грудня 1983, коли в поїзді була підірвана бомба).

### Двигун
Потужність кожного двигуна постійного струму, вбудованого у візок — 1100 кіловатів (близько 1500 к.с.). Загальна потужність поїзда — 12 200 кіловатів (близько 16 000 к.с.).

### Візок
На відміну від звичайних поїздів, у поїздах TGV на один колісний візок спираються два вагони. Така конструкція необхідна для того, щоб у разі сходження потяга з рейок він не зміг перекинутися і для запобігання ефекту телескопічності (коли вагони входять один в одного при лобовому зіткненні поїзда, завдаючи серйозних ушкоджень пасажирам). Власний візок мають тільки головний і хвостовий вагони.
TGV є зареєстрованою торговою маркою компанії SNCF.
Хоча скороченням TGV зазвичай називають тип потяга, воно також має ширше значення, як назва всієї французької швидкісної залізничної системи, спеціальних колій, вокзалів та категорії потягів.

### Зчеплення
Через те, що вагони поїздів TGV поділяють «спільний візок», формування потягу пов'язано з деякими труднощами. Весь потяг доводиться підіймати на спеціальному підйомнику і ставити на інші колісні пари або застосовувати спеціальну раму для тимчасової стоянки окремого вагона на коліях.
Головні вагони мають автозчеплення Шарфенберга, приховане під обтічником. Перед зчепленням головний обтічник розділяється на дві частини, які повертаються вбік.

### Пневмопідвіска
Вагони встановлені на пневматичних підвісках складної конструкції, які не лише гасять вібрації і шум при русі поїзда на високій швидкості, але й запобігають перекиданню вагонів при сходженні поїзда з колій. На розробку цієї складної інженерної системи пішло понад 11 років.

## Рухомий склад
Поїзди TGV формуються з головних моторних вагонів (оснащених тяговими електродвигунами) і проміжних причепних. Наприклад потяги TGV POS можуть бути сформовані з двох головних моторних вагонів і певного числа (до 8) причепних. Формування коротших потягів дозволяє отримати вищу тягову оснащеність поїздів, що, в свою чергу, дозволяє збільшити прискорення при розгоні і максимальну швидкість потягу.
Вагони поїздів спроєктовані таким чином, щоб забезпечувати взаємозаміну і формування потягів з вагонів різних серій. Наприклад вагони з потягів TGV POS можуть буди зчеплені з вагонами TGV Réseau, Duplex, Thalys PBKA.
Рухомий склад TGV відрізняється від інших типів поїздів напівжорстким зчепленням вагонів. Візки розташовані між вагонами; таким чином, вагон підтримується з обох боків, поділяючи кожен з двох візків з сусіднім вагоном. У кожного головного вагона є два власні візки. Вигода даних зчеплень у тому, що у випадку коли під час краху головний вагон першим сходить з колій і далі рухається самостійно, пасажирські вагони, як правило, з колій не сходять і зберігають вертикальне положення. Звичайні поїзди зазвичай у таких випадках, як правило, складаються в «гармошку» або перекидаються.

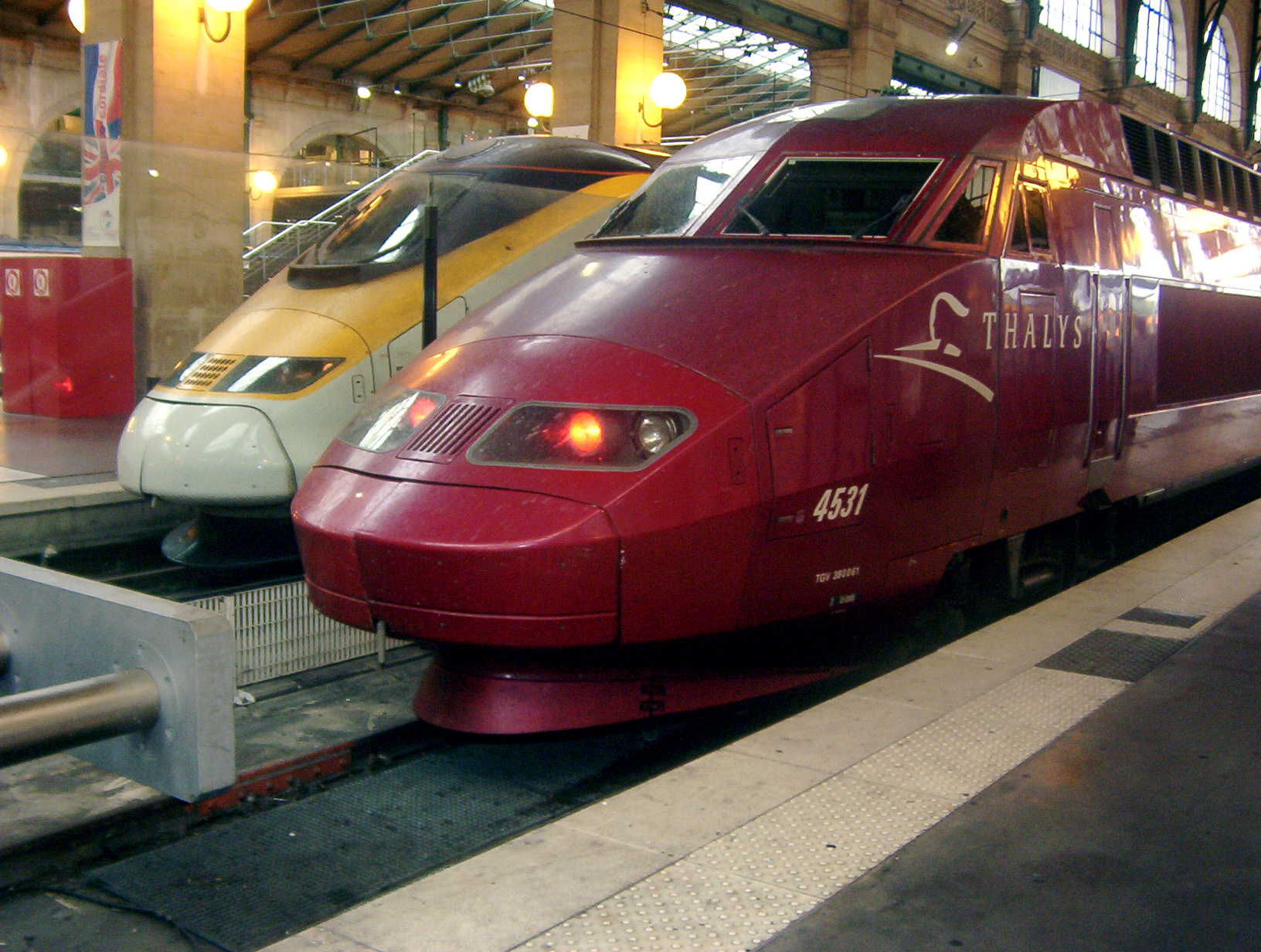
Eurostar та Thalys PBA на Північному вокзалі Парижа.

Недолік таких зчеплень полягає в дуже складній процедурі формування потягу. Якщо головні вагони можна легко відчепити за стандартною процедурою, то для розформування зчеплень в середині потягу необхідне спеціально обладнане депо, в якому все зчеплення підіймається над коліями. Після роз'єднання вагон залишається без візка з однієї з сторін, і замість нього необхідна спеціальна замінна рама.
SNCF є власником залізничного парку, який складається, приблизно з 400 потягів TGV. Сьогодні експлуатується шість основних модифікацій TGV, і сьомий тип, TGV POS, наразі проходить випробування.
Всі TGV є, принаймні, двосистемними: це означає, що їх можна експлуатувати як на нових лініях (в тому числі швидкісних LGV), де використовується змінний струм (25 кВ, 50 гц) так і на старих лініях з постійним струмом 1,5 кв — це так звані lignes classiques (звичайні лінії), яких багато в околицях Парижа. Поїзди, які перетинають кордон з Німеччиною, Швейцарією, Бельгією, Нідерландами і Великою Британією повинні також підтримувати іноземний стандарт напруги мережі. Так з'явились трисистемні і навіть чотирисистемні TGV.
Всі поїзди TGV оснащені двома типами струмоприймачів (типу напівпантограф), один для постійного і другий для змінного струму. крім того, полози цих струмоприймачів мають різну ширину, яка враховує ширину зигзагу контактної мережі в різних країнах.
До перетину межі між двома системами живлення, вмикається спеціальна система оповіщення, встановлена в кабіні, яка нагадує машиністу про те, що йому необхідно відключити подачу енергії до тягових двигунів, потім опустити пантографи, перемкнути систему напруги на панелі керування і знову підняти пантографи. Як тільки автоматика визначає, що на рухомий склад подана потрібна напруга, на панелі загорається спеціальний індикатор, який дозволяє машиністу знову увімкнути тягові електродвигуни. Через межу систем електроживлення поїзд повинен проїжджати з вимкненими двигунами.
| Тип поїзду              | Роки виробництва | Вироблено поїздів | Максимальна швидкість                                    | Місткість | Загальна довжина | Ширина | Вага  | Потужність (на ~25 кВ) |
| ----------------------- | ---------------- | ----------------- | -------------------------------------------------------- | --------- | ---------------- | ------ | ----- | ---------------------- |
| TGV Sud-Est             | 1978—1985        | 111 шт.           | 270 км/год до модернізації 300 км/год після модернізації | 345 місць | 200,2 м          | 2,81 м | 385 т | 6 450 кВт              |
| TGV La Poste (поштовий) | 1978—1985        | 3 шт.             | —                                                        | —         | —                | —      | —     | —                      |
| TGV Atlantique          | 1988—1992        | 105 шт.           | 300 км/год                                               | 485 місць | 237,5 м          | 2,90 м | 444 т | 8 800 кВт              |
| TGV Réseau              | 1992—1994        | 60 шт.            | 300 км/год                                               | 377 місць | 200 м            | 2,90 м | 383 т | 8 800 кВт              |
| Eurostar (TGV TMST)     | 1993—1994        | 38 шт.            | 300 км/год                                               | 794 місць | 393,7 м          | 2,81 м | 752 т | 12 240 кВт             |
| TGV Duplex              | 1996—2002        | 42 шт.            | 320 км/год                                               | 512 місць | 200 м            | 2,90 м | 380 т | 8 800 кВт              |
| Thalys PBKA             | 1996—1997        | 27 шт.            | 300 км/год                                               | 377 місць | 200 м            | 2,90 м | 385 т | 8 800 кВт              |
| TGV POS                 | 2004 — т. ч.     | 19 шт.            | 320 км/год                                               | 377 місць | 200 м            | 2,90 м | 383 т | 9 600 кВт              |

### TGV Sud-Est
Поїзди типу TGV Sud-Est (Південь-схід, читається: сюд-ест) були створені для експлуатації на першій однойменній швидкісній лінії Париж — Ліон. Загалом з конвеєра було випущено 107 пасажирських потягів цієї моделі, з них дев'ять були зроблені трисистемними (для експлуатації на лініях у Швейцарії зі змінним струмом 15 кВ), інші — двосистемними. Крім того, було створено два скорочених потяги для перевезення пошти між Парижем та Ліоном. Від звичайних поїздів вони відрізняються відсутністю сидінь і жовтим розфарбуванням.
Стандартна комплектація потягів такого класу: два головних і вісім пасажирських вагонів. Загальна місткість — 346 місць.
Спершу конструктивна швидкість поїздів цього типу складала 270 км/год, але згодом більша частина потягів була модернізована до 300 км/год напередодні відкриття нової лінії LGV Середземномор'я. Модернізацію деяких потягів, маршрут яких пролягає, переважно, по звичайним лініям (найбільше це поїзди, які йдуть у Швейцарію через Діжон, SNCF визнало недоцільною, оскільки незначне зменшення часу поїздки не компенсувало б витрати на модернізацію.

### TGV Atlantique
TGV Atlantique (фр. Атлант́ік) будувались для експлуатації на новій швидкісній лінії LGV Атлантика. На нову модель було вирішено встановити потужніші двигуни, колеса більшого діаметра, а також покращити аеродинаміку та гальмівну симтему. В стандартний склад поїзду може входить два головних вагони і десять пасажирських вагонів. З цього часу TGV змінили розфарбування з оранжевого на сріблясто-синє.
Модифікована модель TGV Atlantique trainset 325 в 1990 році встановила світовий рекорд швидкості на щойно побудованій і ще не відкритій лінії LGV, досягши швидкості 515 км/год.

### TGV Réseau

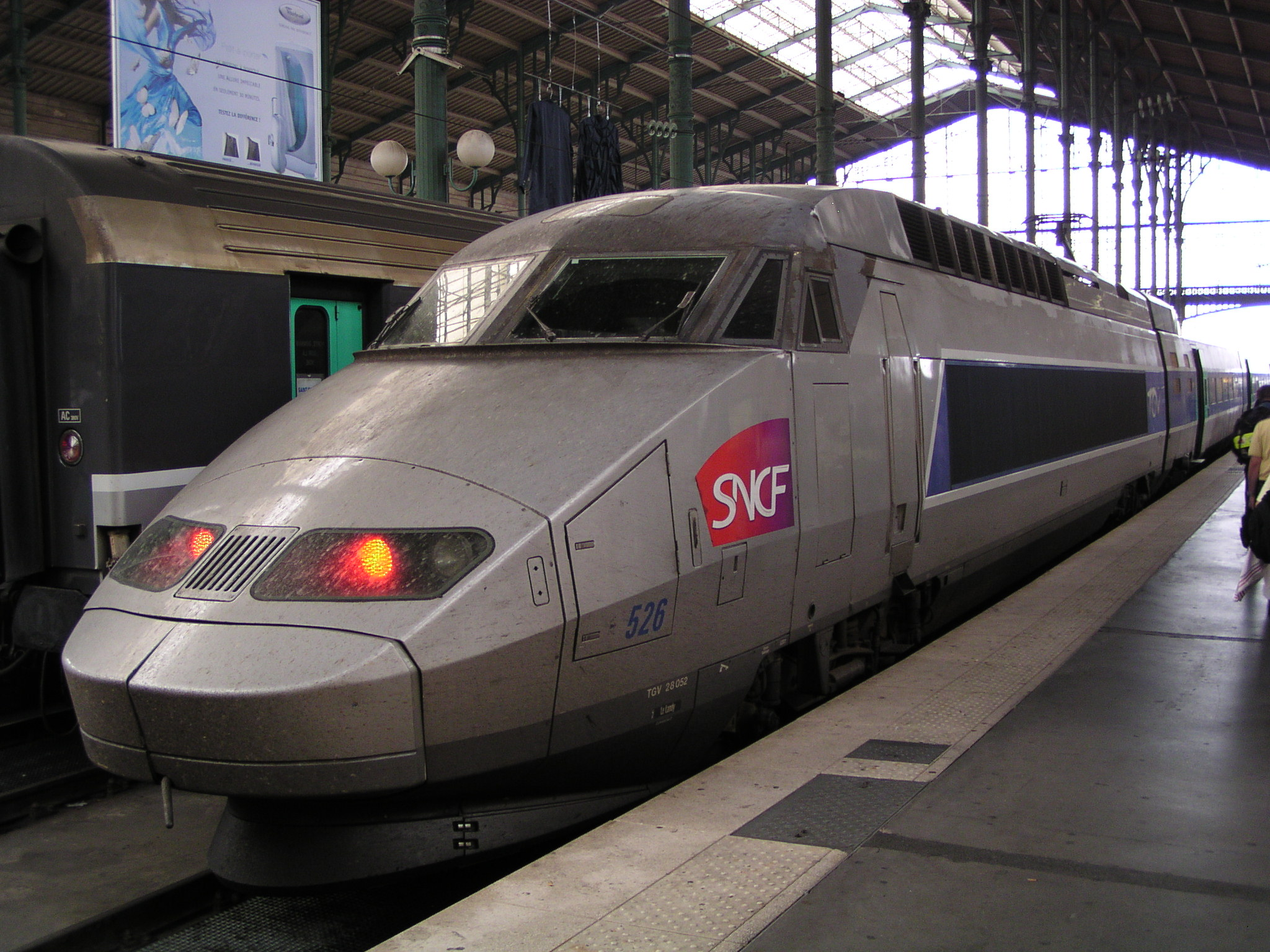
TGV Réseau на Північному вокзалі Парижа

Перші потяги TGV Réseau (читається: резо́, з фр. — «мережа») почали експлуатуватись в 1993 році. 1990 року були замовлені перші 50 двосистемних потягів, до яких згодом було додано замовлення ще на 40 трисистемних потягів. Десять з трисистемних потягів були розфарбовані в стандартні кольори Thalys і зараз знаніші як Thalys PBA (Париж-Брюссель-Амстердам). Трисистемні потяги, крім стандартних схем напруг, що діють у Франції, можуть експлуатуватися на постійному струмі 3 кВ (стандарт Італії та Бельгії, в Нідерландах використовується лише на декількох лініях, де ходить TGV).
Стандартний склад потягу: два головних і вісім пасажирських вагонів. Потяги для Бельгії були спеціально переобладнані для відповідності бельгійським обмеженням навантаження на вісь (17 тонн) — для цього стальні елементи кузова вагонів були частково замінені на алюмінієві.
Після введення в експлуатацію нової лінії LGV Atlantique стали поступати скарги від пасажирів на дискомфорт, що відчувався при в'їзді поїзда в тунель на великій швидкості. Пов'язано це було з різким перепадом тиску. З цієї причини довелось покращити герметизацію вагонів TGV Réseau.

### TGV TMST«Eurostar»
Поїзд «Eurostar», по суті, є подовженим TGV, пристосованим для експлуатації у Великій Британії і Євротунелі. В число відмінностей входить менший профіль, що задовольняє британські габаритні стандарти, створені у Великій Британії асинхронні тягові двигуни і покращена система пожежної безпеки на випадок загоряння в тунелі.
По британській класифікації TOPS поїзд має найменування British Rail Class 373 EMU. Під час свого проєктування він називався TransManche Super Train. Потяг був спроєктований фірмою GEC-Alsthom (тепер Alstom) на своїх фабриках у Ла Рошелі (Франція), Бельфлорі (Франція) і Вошвуд Хет (Англія). Експлуатація почалась в 1993 році.
Існує два типи потягів: Eurostar Three Capitals (Три столиці) складається з двох головних і вісімнадцяти пасажирських вагонів з двома додатковими моторними візками; Eurostar North of London (Північ Лондона) складається з 14 пасажирських вагонів. Потяги обох типів складаються з двох частин, незчленованих посередині, тобто у випадку поломки чи надзвичайної ситуації в Євротунелі, половину потягу можна відчепити, щоб вона своїм ходом покинула тунель. Кожна така половина потягу має свій номер.
38 повних потягів, плюс запасний головний вагон, були замовлені наступними залізничними компаніями: 16 потягів придбало SNCF, 4 — NMBS/SNCB (бельгійський залізничний оператор) і 18 — British Rail, з яких 7 були типу North of London. До приватизації British Rail потяги були придбані London & Continental Railways, яка організувала дочірню компанію Eurostar (U.K.) Ltd., котра зараз керується консорціумом компаній National Express Group (40 % акцій), SNCF (35 %), SNCB (15 %) та British Airways (10 %).
Всі потяги Eurostar є трисистемними або чотирисистемними і пристосовані для роботи на лініях LGV зі змінним струмом (включаючи лінію в Євротунелі і стандартні лінії у Великій Британії), бельгійських лініях з постійним струмом і британських системах з контактною рейкою, поширених на півдні країни. Третій тип живлення залишився зайвим, оскільки в 2007 році завершилось будівництво лінії між Лондоном і Євротунелем. Поїзди TGV Three Capitals, власником яких є SNCF, також підтримують живлення від постійного струму напругою 1,5 кВ.
Три потяги SNCF використовуються лише у Франції і наразі пофарбовані в звичайну сріблясто-синю схему TGV. Потяги Eurostar North of London ніколи не використовувались для міжнародних перевезень: на них возять пасажирів від Лондона до міст на північ від столиці, однак такі перевезення нині[коли?] не приносять прибутку, оскільки британські авіаперевізники домовились про зниження цін на квитки. Частина потягів була віддана в оренду компанії Great North Eastern Railway для пасажирських перевезень на лінії «White Rose» між Лондоном та Лідсом і були пофарбовані в темно-сині кольори GNER. Строк оренди сплив в грудні 2005 року, і поїзди Eurostar були замінені.
Виконавчий директор Eurostar Річард Браун висловив думку, що після спливання строку експлуатації поїзди Eurostar будуть замінені на двоповерхові потяги на зразок TGV Duplex. Двоповерхові потяги зможуть перевозити 40 мільйонів пасажирів на рік між Англією і Континентальною Європою, що рівнозначно будівництву нової злітно-посадкової смуги в Лондонському аеропорті.

### TGV Duplex

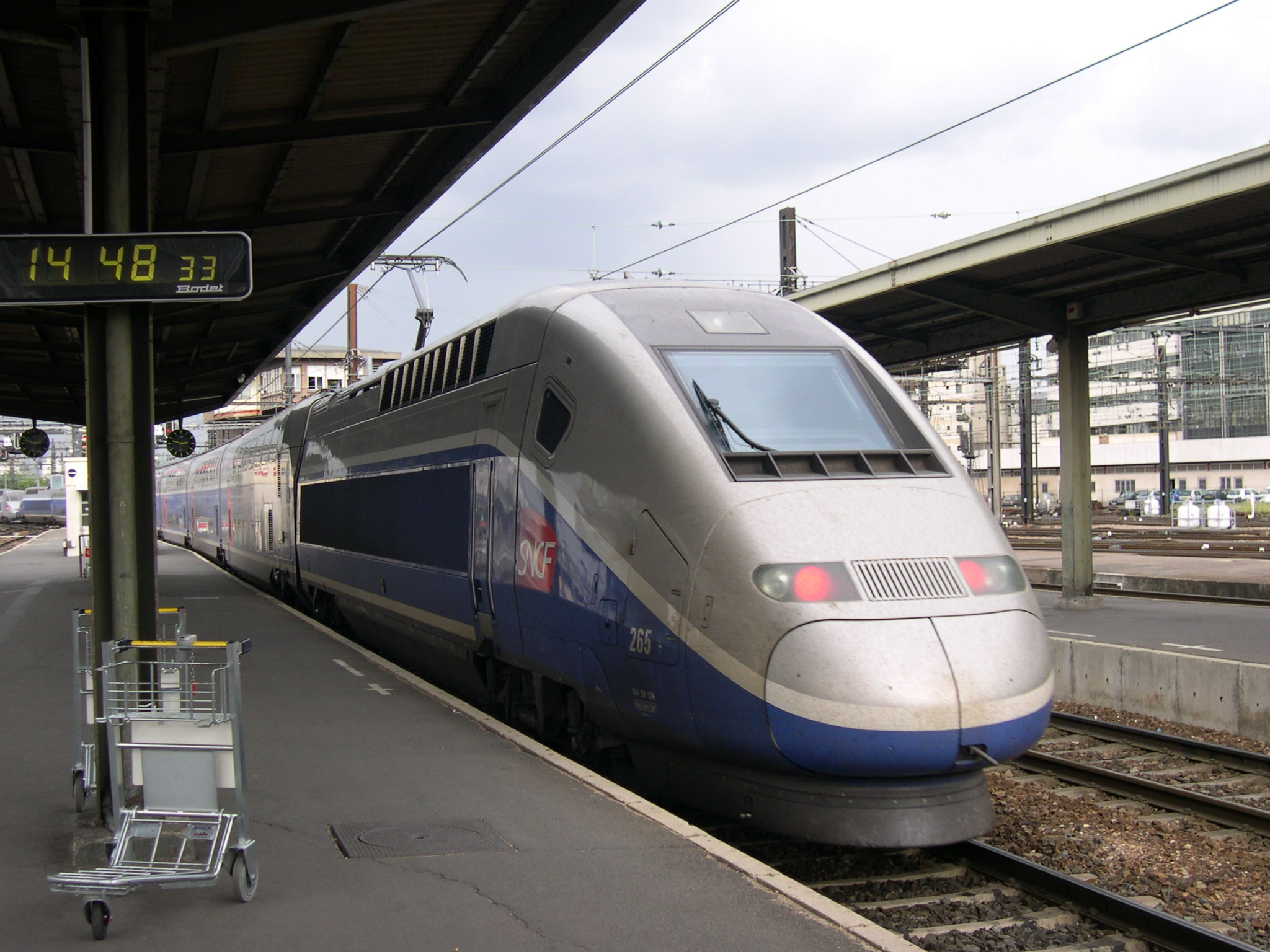
Двоповерховий TGV

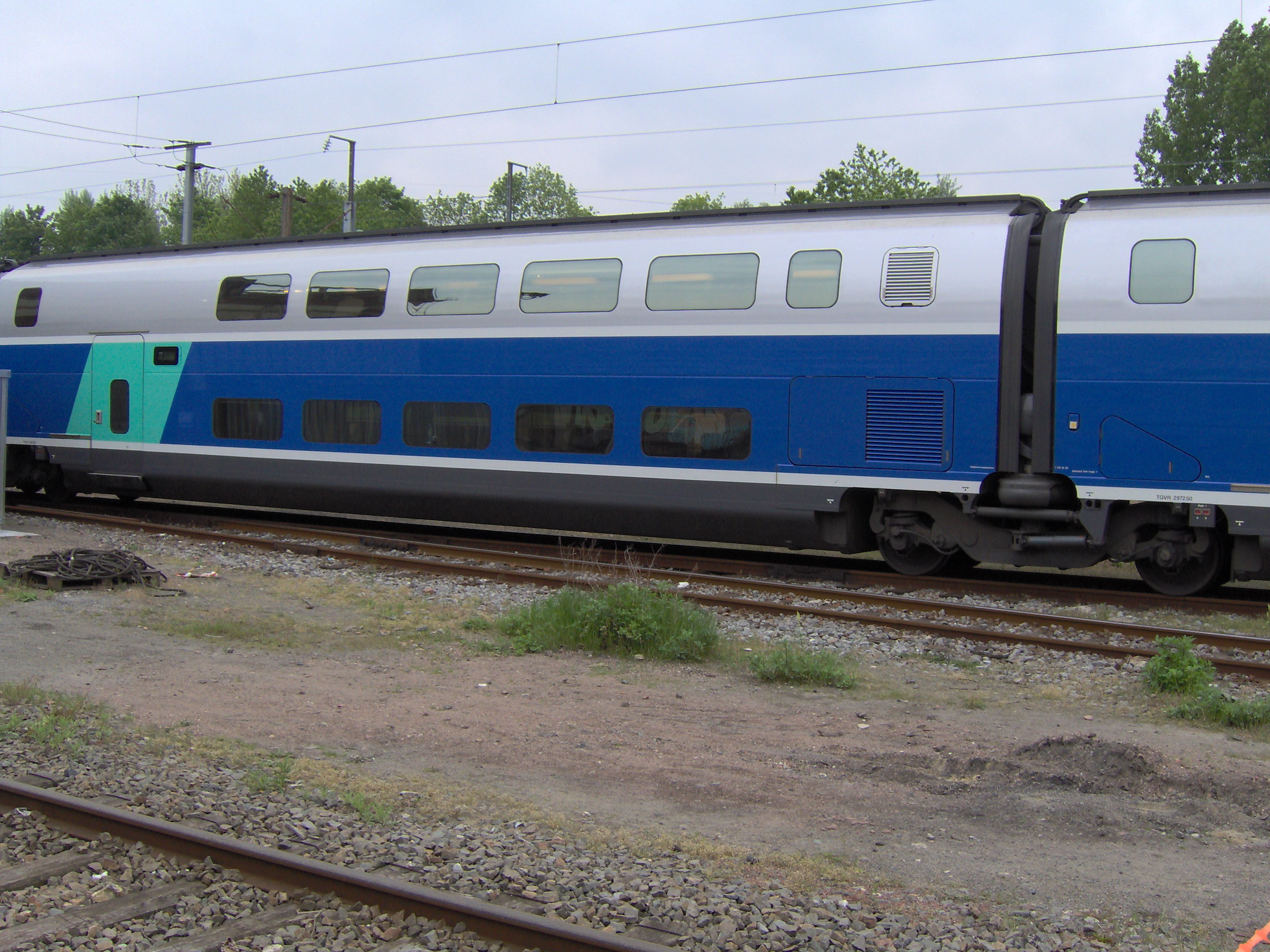
Вагони TGV Duplex

TGV Duplex (читається: дюпле́кс) був розроблений, щоб підвищити об'єм перевезень без збільшення кількості потягів і вагонів в кожному поїзді. Пасажирські вагони TGV Duplex мають два поверхи, з вхідними дверима на нижньому рівні, що особливо зручно, бо у Франції всі платформи на станціях низькі. На другий поверх ведуть сходи; прохід між вагонами знаходиться на верхньому рівні. При однаковій довжині потягів, місткість Duplex на 45 % більше, ніж у TGV Réseau. На таких жвавих напрямках як Париж-Марсель TGV Duplex пускають парами, що дозволяє збільшити місткість одного поїзду до 1024 пасажирів. В кожному потязі є спеціально обладнане купе для людей з інвалідністю.
Після тривалого процесу розробки і обкатки, що розпочався в 1988 (робоча назва поїзда TGV-2N), їх будували партіями: 30 потягів були побудовані між 1995 і 1998, і ще 34 — між 2000 і 2004. Потяг складається з двох головних і восьми двоповерхових пасажирських вагонів. Корпус TGV Duplex був зроблений з алюмінію, через що вага потягу ненабагато більша, ні ж у TGV Réseau.
Дякуючи покращеній аеродинаміці максимальна швидкість потягу зросла до 320 км/год.

### Thalys PBKA

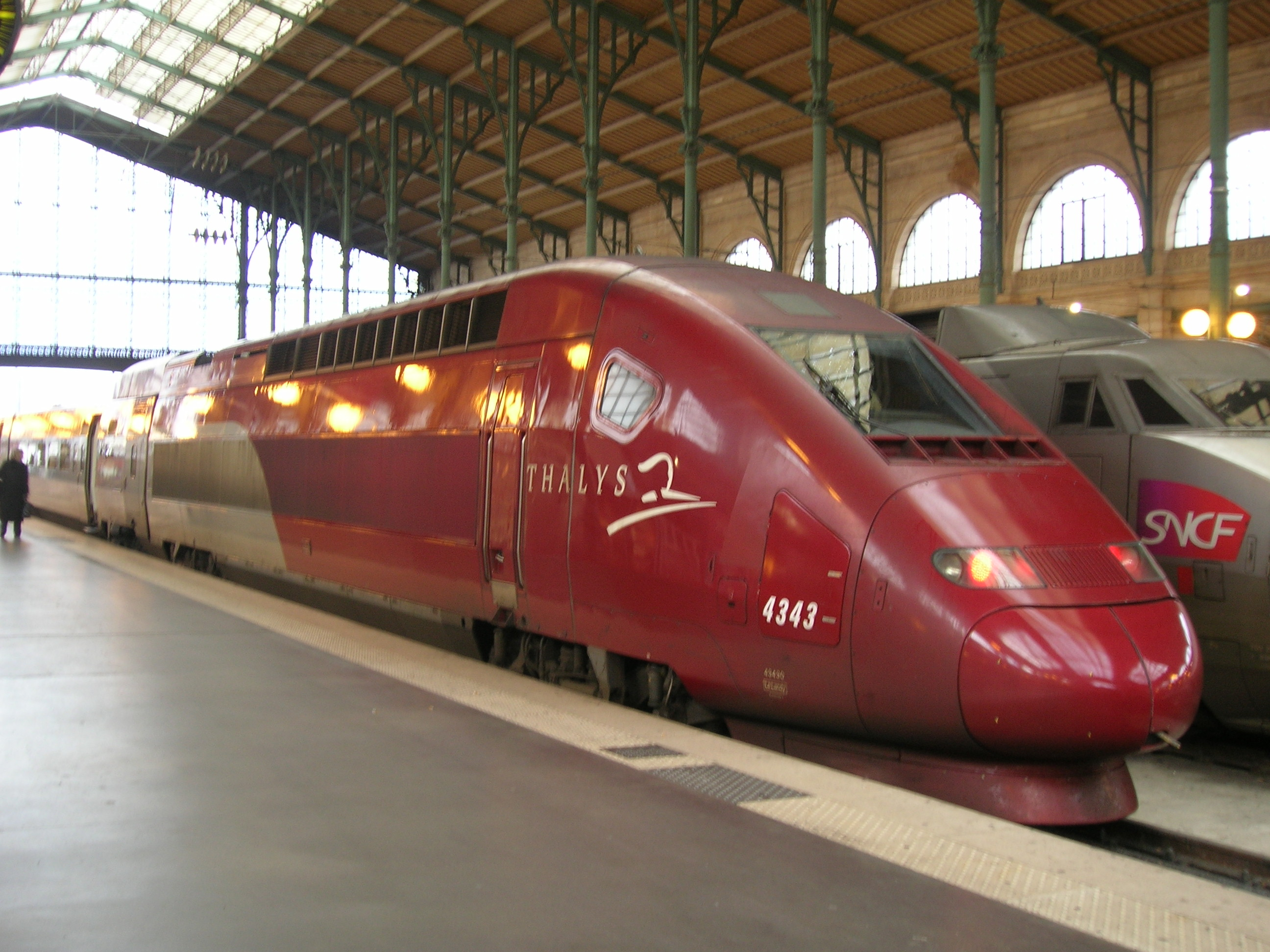
Поїзд Thalys PBKA на вокзалі Gare du Nord в Парижі.

На відміну від поїздів Thalys PBA, потяги PBKA (Париж-Брюссель-Кельн-Амстердам) спеціально будувались для ліній Thalys. З технологічної точки зору вони ідентичні TGV Duplex, але вагони в них одноповерхові. Всі поїзди цього типу є чотирисистемними. Всього було виготовлено 17 потягів: 9 для SNCB, 6 для SNCF і два потяги для Nederlandse Spoorwegen.
Deutsche Bahn фінансувало купівлю двох потягів для SNCB.

### TGV POS
Поїзди TGV POS (назва розшифровується як Paris-Ostfrankreich-Süddeutschland (Париж — Східна Франція — Південна Німеччина)) нині[коли?] проходять випробування. Експлуатуватись вони будуть на лінії LGV Схід, яка буде введена в дію в 2007 році. Шлях від Базеля до Парижа буде займати три з половиною години, від Цюріха до Парижа — чотири з половиною.
Потяги оснащені новими асинхронними двигунами з загальною потужністю 9600 кВт. У випадку відмови, можливе відключення тягових двигунів будь-якого візка. Пасажирські вагони будуть одноповерховими; один потяг буде вміщувати 377 пасажирів.
Один з поїздів в стандартній конфігурації досяг швидкості 380 км/год на трасі LGV-Схід на початку 2007 року під час швидкісних випробувань разом з експериментальним поїздом V150.

### TGV V150
Експериментальний поїзд, сформований в 2007 році з головних вагонів поїзда TGV POS № 4402 і трьох причіпних (пасажирських) вагонів TGV Duplex. Для збільшення потужності і підвищення максимальної швидкості поїзд зазнав модификації. Причіпні пасажирські вагони перероблені в моторні шляхом встановлення нових синхронних двигунів з постійними магнітами, що використовуються в нових поїздах AGV; асинхронні двигуни головних вагонів залишені без змін. Діаметр коліс збільшений з 920 до 1092 мм для зменшення швидкості обертання вузлів трансмісії. Потужність поїзда становить 19600 кВт замість стандартних 9600 кВт у звичайного TGV POS. Кузов поїзда зазнав невеликої модернізації для зменшення опору повітря: встановлено обтічник в передній частині головних вагонів і на даху біля струмоприймача, мембрани, що закривають простір між вагонами, а також застосовано спеціальне вітрове скло, яке вбудоване в кузов без виступаючих частин.
Поїзд здійснив низку дослідних поїздок на трасі LGV-Схід в період з 15 січня по 15 квітня 2007 року зі швидкостями порядку 500 км/год. Один з пасажирських вагонів був обладнаний як лабораторія, на поїзді було встановлено більш ніж 600 давачів. Для забезпечення більшої потужності напруга в контактній мережі під час випробувань поїзда була збільшена з 25 до 31 кВ. В ході випробувань 3 квітня 2007 року було встановлено світовий рекорд швидкості для колійних поїздів — 574,8 км/год.

## Лінії LGV
Для TGV будуються спеціально виділені траси — LGV (фр. ligne à grande vitesse, швидкісна лінія, читається: ель-же-ве), які дозволяють цим поїздам рухатись зі швидкістю 320 км/год. Спершу планувалось. що LGV взагалі не будуть мати обмежень по швидкості, але потім була встановлена межа 250 км/год, яка нині доведена до 320 км/год. TGV можуть рухатись і по звичайним залізничним лініям (lignes classiques); в інтересах безпеки, швидкість на них обмежена 220 км/год. Можливістю використання існуючої залізничної інфраструктури, в тому числі вокзалів, TGV вигідно відрізняється від маглевів і швидкісних поїздів інших систем. Завдяки сумісності колії зі звичайними лініями, TGV обслуговує понад 200 напрямків у Франції і за її межами.
LGV, в цілому, схожі на звичайні залізничні лінії, але вони мають ряд ключових особливостей. По-перше, радіус кривих на LGV значно більший, що дозволяє поїздам рухатись з більшою швидкістю, не створюючи відчутної для пасажирів відцентрової сили. Радіус поворотів на LGV повинен бути не менше чотирьох кілометрів. Нові лінії проєктуються з врахуванням радіусів 7 км, з перспективою на майбутнє збільшення максимальної швидкості.
У зв'язку з тим, що LGV використовується лише для швидкісного сполучення, лінії допускають великий ухил. Це полегшує планування трас і зменшує вартість будівництва лінії. Велика кінетична енергія, що накопичується поїздом при русі на великій швидкості, дозволяє йому долати великі ухили без значного збільшення енерговитрат. Крім того, при спуску з великих схилів можна вимкнути тягу, що також підвищує економічність. На першій лінії LGV Південь-Схід підйоми досягають 35 ‰, а на німецькій швидкісній лінії між Кельном і Франкфуртом є ухили до 40 ‰.
Виправка шляху на LGV повинна бути точнішою, ніж на звичайних лініях, і тому гравійний баласт закладається на більшу глибину: це дозволяє збільшити навантаження на колії і стабільність шляху. Окрім цього, на трасах LGV частіше покладені шпали. На LGV використовуються лише бетонні шпали (моноблочної або двоблочної конструкції), але в останній час часто застосовуються шпали з двох бетонних блоків, сполучених стальним брусом. На шпали кладуться колії важкого типу з більшою вертикальною жорсткістю. На лініях LGV використовується безстиковий шлях, що зменшує вібрацію і шум.
На лініях LGV застосовується стандартна європейська колія шириною 1435 мм. Наприклад, на швидкісних залізничних лініях в Японії і Тайвані використовується та ж колія, але вона ширша звичної для цих країн колії, шириною 1067 мм, що ізолює швидкісні лінії від решти шляхової мережі. І навпаки, в Іспанії, де стандартна колія має ширину 1674 мм, при проєктуванні швидкісних ліній було ухвалено рішення будувати їх з вужчою європейською колією, щоб мати можливість поєднати свою мережу швидкісних поїздів з мережею TGV. Тунелі на лінії LGV мають більший діаметр, ніж звичайні, особливо на входах: це зроблено для того, щоб уникнути різкого перепаду тиску у вагонах при в'їздів тунель на великій швидкості.
На лініях LGV діє обмеження на мінімальну швидкість. Іншими словами, поїзди, що не здатні розвивати великі швидкості, не повинні використовувати LGV, які призначені виключно для швидкісного пасажирського сполучення. Головна причина введення таких обмежень в тому, що пропускна здатність траси різко скорочується при використанні поїздів з різними швидкостями. Використовувати швидкісні траси для вантажних перевезень небезпечно, оскільки вантаж на великій швидкості може втратити стійкість через турбулентний потік, і злетіти з платформи. Крім того, вантажний рухомий склад сильніше розбиває шлях, зважаючи на більші осьові навантаження і жорсткіші візки. Повільні поїзди не можуть використовувати швидкісні траси навіть вночі, коли на траси TGV не виходять, оскільки в цей час на лінії проводиться планове обслуговування.
Крім того, різкі ухили, що зустрічаються на лініях TGV, серйозно обмежують максимальну вагу повільних вантажних поїздів. Повільні поїзди також вимагають меншого поперечного ухилу шляху о кривій: таким чином, щоб цими лініями змогли користуватись як звичайні поїзди, так і TGV, довелось би будувати лінії з ще більшими радіусами поворотів. Через високу вартість, технічні обмеження і міркування безпеки вантажно-пасажирські сполучення вкрай рідко зустрічаються на LGV. Виняток становлять ділянки швидкісних ліній, що мало використовуються, такі як гілка до Тура лінії LGV Атлантика і гілка Нім/Монпельє LGV Середземномор'я.
Лінії LGV електрифіковані. На додаток до обмежень, пов'язаних з заправкою, дизельні двигуни не дають достатньо тяги для швидкісного сполучення. Всі лінії LGV приєднані до французької мережі, електрифіковані під високою змінною напругою 25 кВ. В Німеччині діє стандарт 15 кВ, 16 2/3 Гц. Лінія LGV в Італії між Римом і Флоренцією спочатку була електрифікована постійною напругою 3 кВ, але найближчим часом буде перероблена під 25 кВ, 50 Гц, щоб дозволити користуватись нею французьким поїздам.
Механічна напруга контактної мережі на лініях LGV вища, ніж на звичайних лініях. Це викликано тим, що пантограф на великій швидкості викликає осциляцію проводів, і хвиля повинна рухатись швидше, ніж поїзд, щоб уникнути виникнення стоячих хвиль, які можуть привести до обриву проводу. Ця проблема постала особливо гостро, коли 1990 року встановлювався рекорд швидкості. Коли поїзд рухається по LGV, у нього може бути піднятий лише задній пантограф, щоб уникнути підсилення коливань, створених переднім пантографом. Передній і задній головні вагони пов'язані між собою силовим кабелем, що протягнутий по даху поїзда. Поїзди Eurostar, проте, мають достатню довжину (14 або 18 вагонів), і коливання, викликані переднім пантографом встигають загаснути, перед тим, як тієї ж точки проводу досягне задній пантограф. На звичайних лініях через меншу допустиму максимальну швидкість проблема стоячих хвиль не виникає, і при русі по ним підняті обидва пантографи постійного струму.
Лінії LGV обгороджені по всій своїй довжині, щоб унеможливити потрапляння людей та тварин на трасу. На LGV відсутні залізничні переїзди, і сама лінія оснащена спеціальними сенсорами, які виявляють сторонні предмети, що опинились на шляхах.
Шляхи на LGV можуть перетинатись лише на різних рівнях, тобто з використанням естакад та тунелів. Використання горизонтальних розв'язок вимагало б тривалих перерв у русі в обидва боки, що призвело б до суттєвого зменшення пропускної здатності всієї лінії.

## Сигнальна система
Оскільки поїзди TGV розвивають занадто високу швидкість, щоб машиніст встиг помітити і зреагувати на сигнал звичайного світлофора, для сигналізації на LGV використовується система АЛС під назвою TVM (фр. Transmission Voie-Machine — зв'язок шлях-поїзд). Інформація до поїздів передається по коліях і містить відомості про необхідний швидкісний режим, сигнали та інші дані, які машиніст бачить на панелі приладів. Високий ступінь автоматизації не відбирає керування поїздом з рук машиніста, проте у випадку помилки людини є гарантія, що поїзд вчасно встигне загальмувати.

Знак, що позначає межу сигнального блока.

Лінія розділена на сигнальні блоки, межі який позначені голубими знаками зі вписаними жовтими трикутниками. Довжина сигнального блоку може складати від 150 до 2100 м в залежності від розрахункової швидкості поїзда на даній ділянці шляху.
Панель приладів показує максимально допустиму швидкість на цьому блоці, а також цільову швидкість на наступних. Максимальна швидкість залежить від численних факторів: відстані до поїзда, що рухається попереду (швидкість повинна вибиратись так, щоб гальмівний шлях при екстреному гальмуванні не перевищував відстані до перешкоди), положення стрілок, базових обмежень на трасі, максимальної швидкості самого поїзда, а також дистанції до кінця лінії LGV. Позаяк гальмівний шлях поїзда занадто великий, і він не в змозі зупинитись в межах одного сигнального блока, машиніста попереджають про наближення червоного сигналу раніше, за декілька блоків.
На LGV існує два варіанти TVM-сигналізації: TVM-430 и TVM-300. TVM-430 є новішою системою, вперше вона була встановлена на лінії LGV Північ в сторону Євротунелю і Бельгійського кордону. TVM-430 надає машиністу більше інформації: бортова комп'ютерна система неперервно генерує графік падіння швидкості у випадку екстреного гальмування, вчасно підказуючи машиністу, коли потрібно зменшити швидкість, щоб не викликати спрацювання аварійного гальма.
На LGV діє дозвільна сигнальна система; машиніст має право в'їжджати в зайнятий сигнальний блок без дозволу диспетчера. Швидкість у таких випадках обмежена 30 км/год (сигнал «рухайся з обережністю»), і у випадку, якщо швидкість перевищує 35 км/год, спрацьовує екстрене гальмування, і поїзд зупиняється. Якщо табличка сигнального блоку супроводжується знаком NF, сигнальний блок не є дозвільним, і машиніст повинен спершу отримати дозвіл у диспетчера (PAR — Poste d'Aiguillage et de Régulation) для того, щоб продовжити рух. Якщо диспетчер встановив маршрут і дав дозвіл, на панелі приладів загорається біла лампа. Машиніст підтверджує, що прийняв дозвіл натисканням кнопки на панелі. Ця кнопка відключає екстрене гальмування, яке б спрацювало, якби поїзд без дозволу в'їхав у сигнальний блок.
Коли поїзд в'їжджає на швидкісну лінію зі звичайної французької лінії, або покидає її, він проїжджає контур заземлення, який автоматично перемикає індикатори панелі приладів машиніста на відповідну сигнальну систему. Наприклад, якщо поїзд покидає LGV і в'їжджає на звичайну французьку лінію (ligne classique), система TVM буде вимкнена, і увімкнеться звичайна система KVB (Contrôle Vitesse par Balise, сигнальний швидкісний контроль).

## Станції

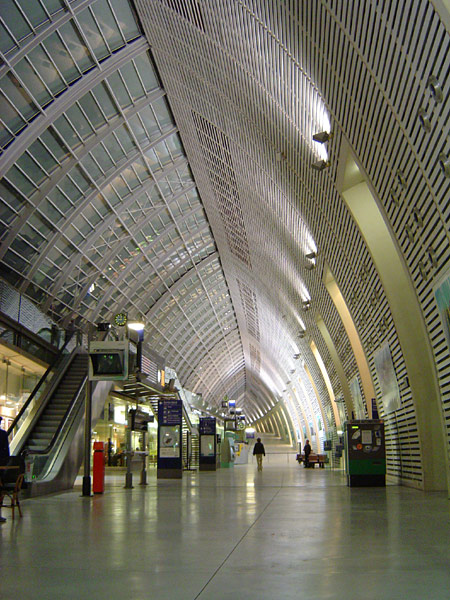
Станція TGV в Авіньйоні

Однією з основних переваг TGV над іншими швидкісними системами (наприклад, маглевом) є можливість використання існуючої інфраструктури. Завдяки цьому поїзди TGV прибувають в самий центр міста, до платформ старих вокзалів (наприклад, Ліонського вокзалу в Парижі). TGV може використовувати шляхи і станції на звичайних лініях.
Проте, проєктувальники ліній TGV не відмовлялись і від будівництва нових станцій в передмістях і навіть у сільській місцевості за декілька кілометрів від міста. Таке розташування станцій дозволяє поїздам TGV не втрачати час і швидкість на звичайних лініях. В деяких випадках станції будувались на середині шляху між двома містами, наприклад, станція, що обслуговує міста Ле Крезо і Монсо-ле-Мін. Інший, ще яскравіший приклад, це розташування станції От-Пікарді (фр. Haute-Picardie) між Ам'єном і Сен-Кантеном. Будівництво цієї станції викликало численні суперечки: преса і місцева влада критикували це рішення проєктувальників, посилаючись на те, що станція однаково далека від обох міст, щоб бути потрібною мешканцями, і занадто віддалена від найближчих станцій пересадок на звичайні лінії, щоб бути корисною мандрівникам. Станцію назвали «буряковою» («la gare des betteraves»), оскільки навкруги неї немає нічого, крім бурякових полів. Згодом це ім'я стало прозивним для всіх станцій TGV, що розташовані далеко від міст.
Та нові станції будувались і в самих містах, багато з них визнані архітектурними досягненнями і відзначені преміями. Станція TGV в Авіньйоні, яка була відкрита 2001 році, по праву визнана найкращою в усій залізничній мережі Франції. (архітектори: Жан-Марі Дютийоль (Jean-Marie Duthilleul) і Жан-Франсуа Бласель (Jean-François Blassel)). За конусоподібний скляний дах, а також довжиною, що становить 340 м, її часто порівнюють з собором.

## TGV за межами Франції
Технології TGV були використані при будівництві швидкісних залізничних мереж за межами Франції, без поєднання з її мережею.
- AVE (Alta Velocidad Española) — швидкісна залізнична мережа в Іспанії.
- Корейський залізничний експрес (KTX) — швидкісна залізнична мережа в Південній Кореї.
- Acela Express — швидкісна залізнична мережа в США. В її створенні брав участь Bombardier. Варто зазначити, що, незважаючи на загальну схожість систем, Acela запозичує у TGV лише систему двигунів.

Німецька швидкісна мережа ICE є цілком самостійною розробкою.

## Майбутнє TGV
SNCF і Alstom наразі досліджують нові технології, які можуть бути використані для швидкісного наземного транспорту у Франції. Заплановано продовжити розвиток системи TGV, але уже в новій формі — AGV (automotrice à grande vitesse). Передбачається. що двигуни на поїздах нового типу будуть встановлюватись під кожним вагоном, завдяки чому відпаде потреба в локомотивах. Поставлена задача, щоб вартість нових поїздів була така як у TGV, з таким же рівнем безпеки пасажирів. Проєктна максимальна швидкість — 360 км/год.
Перший прототип AGV був представлений 5 лютого 2007 року на заводі в Ля Рошелі. Італійська компанія NTV вже замовила 25 потягів. Припускається їх вихід на лінії в 2010 році.
Також ведуться дослідження в області магнітної левітації. Проте, вартість впровадження технології маглев надто висока. Це вимагає будівництва нової мережі та інфраструктури. Задача прокладання маглева в центри міст вимагає або втручання в їх історичний вигляд, або дороге тунельне будівництво. Існують і проєкти створення гібридної залізнично-маглев лінії, коли магнітне полотно вкладається між коліями.

## Значні аварії
Більш ніж за двадцять років експлуатації TGV, не зафіксовано жодного випадку загибелі людей при русі на великій швидкості. Три рази поїзди з пасажирами сходили з колій на швидкості понад 270 км/год, але при цьому жоден пасажирський вагон не перекинувся. Багато в чому це заслуга напівжорстої системи зчеплення. Проте, трагічні випадки не раз траплялись при русі TGV на звичайних лініях (lignes classiques). Пов'язані вони були, переважно, із зіткненням на залізничних переїздах.

### Аварії на LGV
- 14 грудня 1992 року: TGV 920, що курсував з Ансі до Парижа, зійшов з колій на швидкості 270 км/год при проїзді станції Mâcon-Loché. Причиною аварії стало спрацювання екстреного гальма, що викликало блокування коліс. В результаті один з візків зійшов з колій на залізничній стрілці при в'їзді на станцію. В самому поїзді ніхто не постраждав, але 25 пасажирів, що стояли на платформі і очікували інший TGV, отримали синяки від граду каміння, що вилетіли з гравійної подушки.
- 21 грудня 1993 року: TGV 7150, що курсував з Валансьєнну до Парижа, зійшов з колій на швидкості 300 км/год на тому місці, де зараз розташована станція Haute-Picardie. Незадовго до цього дощі розмили залізничне полотно і на поверхні відкрилась воронка від снаряду, що лишилась з часів Першої світової війни, яку не помітили при будівництві. З колій зійшли головний і чотири пасажирських вагони, але жоден з них не перекинувся. Одна людина отримала легкі забиття.
- 5 липня 2000 року: Eurostar 9072, що курсував з Парижа до Лондона, зійшов з колій на швидкості 250 км/год в регіоні Північ — Па-де-Кале біля Кроісільє. Під час руху зруйнувалась тягова передача заднього візка переднього головного вагону, і деталі почали сипатись на шлях. В результаті з колій зійшли чотири візка. Семеро людей отримали забиття. Всього в поїзді знаходився 501 пасажир.

Крім того, на великій швидкості принаймні двічі траплялись пожежі: в моторному вагоні і багажному відділенні, в результаті яких жодна людина не постраждала.

### Аварії на звичайних лініях
- 31 грудня 1983 року: у вагоні поїзда, що прямував з Марселя в Париж вибухнула бомба, за припущеннями, встановлена терористами з організації Карлоса «Шакала». Дві людини загинули.
- 28 вересня 1988 року: TGV 735, що прямував через місто Вуарон (департамент Ізер, зіткнувся на переїзді з вантажівкою, яка перевозила 100-тонний трансформатор. Водій вантажівки вирішив зрізати дорогу через переїзд, який за правилами він не мав права перетинати. В результаті зіткнення на швидкості 110 км/год головний вагон був знищений: загинуло дві людини (машиніст і пасажир), ще 60 отримали поранення. Після катастрофи весь потяг був списаний, а обставини трагедії потім враховувались під час випробувань на міцність.
- 25 вересня 1997 року: TGV 7119, що прямував з Парижа в Дюнкерк, зіткнувся на швидкості 130 км/год з 70-тонним асфальтним котком, що застряг на переїзді. Передній вагон перекинувся, два пасажирських вагони також зійшли з колій, але не перекинулись. Постраждало 7 людей.
- 31 жовтня 2001 року: TGV 8515, що прямував з Парижа в Ірун зійшов з колій на швидкості 130 км/год поруч з містечком Дакс на Південному-заході Франції. Всі десять вагонів зійшли з колій, задній моторний вагон перевернувся. Причиною аварії стала зламана колія.
- 30 січня 2003 року: TGV, що прямував з Дюнкерка в Париж зіткнувся з фурою на переїзді біля міста Ескельбек на півночі Франції. Передній головний вагон отримав значні пошкодження, один з його візків зійшов з колій. Постраждав машиніст.

Через численні випадки зіткнення на залізничних переїздах, було ухвалено рішення прибрати їх на всіх звичайних лініях, на яких задіяні TGV. В результаті, переїзди були прибрані протягом всієї траси Бордо — Тур.
Крім цього, були випадки загибелі людей при спробі заскочити у поїзд під час руху (зареєстровано два випадки).
Незначні аварії ставались під час маневрових робіт (причиною були помилки диспетчерів).

## Критика TGV
Перші протести екологів проти будівництва швидкісних залізниць у Франції пройшли у травні 1990 року під час проєктування LGV Середземномор'я. Протестувальники блокували шляхопровід, заявляючи, що нова траса не потрібна, і що поїзди з Ліона до Марселя можуть рухатись і по існуючих лініях.
Будівництво лінії між Ліоном і Турином, яка поєднає мережу TGV з італійською мережею TAV, також викликала демонстрації в Італії. Незважаючи на те, що більшість італійських політичних партій схвалюють будівництво лінії, мешканці міст, поруч з якими повинна пройти ця лінія, виступають проти. При будівництві лінії необхідно провести геологічні роботи, в результаті яких на поверхню піднімуться породи, що містять азбест та уран.
Початковий план зберігання порід, що містять шкідливі речовини, на відкритому повітрі і викликав протести місцевих жителів та екологів. Було ухвалено рішення переглянути плани будівництва і витратити додаткові кошти на безпечне поводження з радіоактивними і шкідливими матеріалами. Попри це, була створена і діє спеціальна організація, що виступає проти будівництва швидкісних залізниць в Італії в цілому.
Велика кількість скарг місцевих мешканців на шум від поїздів TGV, примусило SNCF побудувати звукові загородження вздовж найпроблемніших ділянок LGV, проте і до сьогодні демонстрації проходять там, де SNCF не виділило коштів на їх будівництво.

## Подібні проєкти
- ICE (Німеччина)
- Railjet (Австрія)
- AVE (Іспанія)
- Acela Express (США)
- KTX (Південна Корея)
- Сінкансен (Японія)
- ICN (Швейцарія)